# Allochthonius buanensis
Allochthonius buanensis är en spindeldjursart som beskrevs av W. K. Lee 1982. Allochthonius buanensis ingår i släktet Allochthonius och familjen käkklokrypare. Inga underarter finns listade i Catalogue of Life.